# 獣人

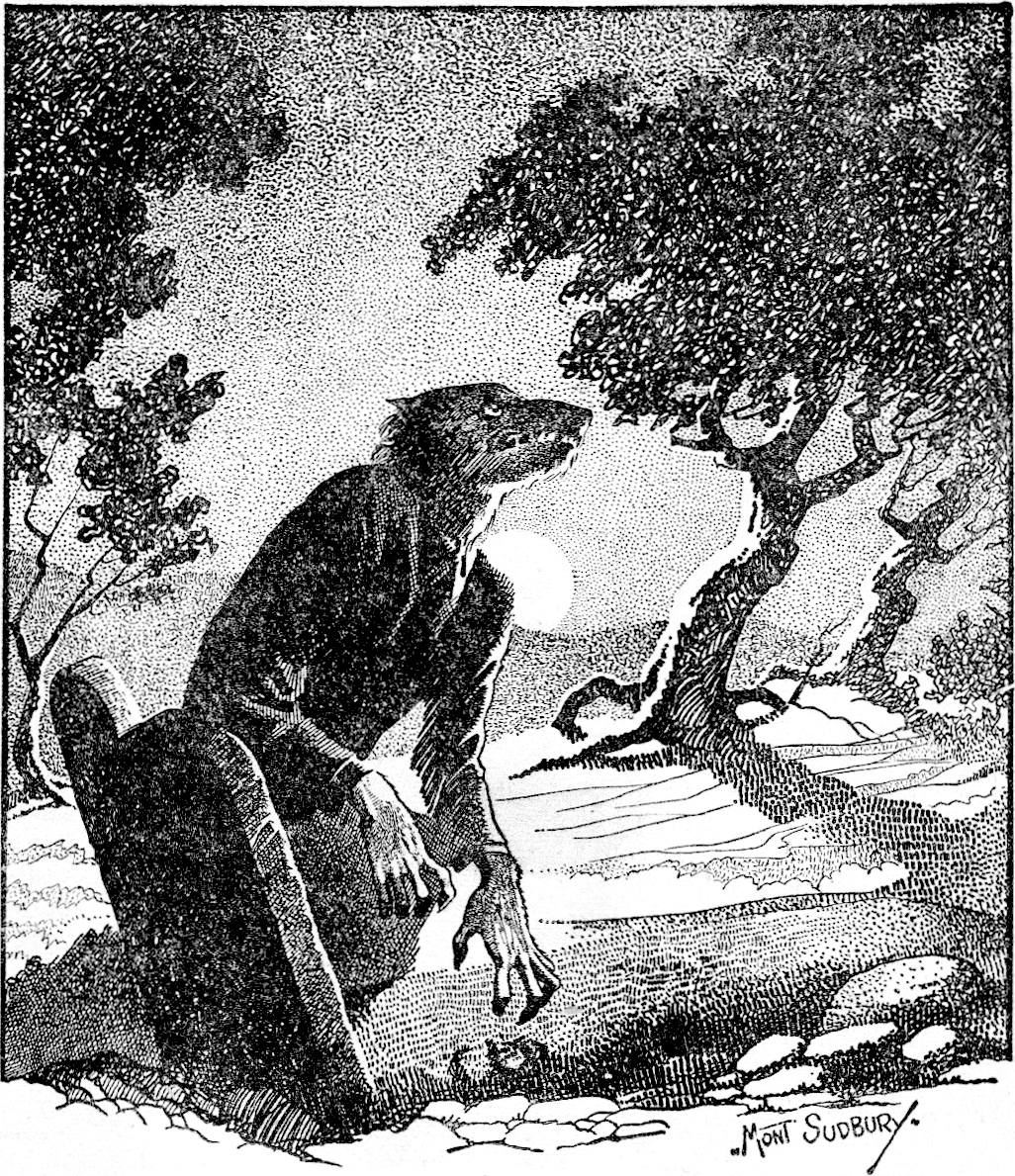
狼男

獣人（じゅうじん、けものびと）は、伝承やフィクションに登場する、人型と他の動物の外見を合わせ持つ人物を指す。古くは民間伝承に現れ、神話学や人類学で論じられた。さらに現在では、これらに加えて小説・映画・ゲーム・漫画・アニメ作品に登場し、サブカルチャーにおいて特殊な地位を得ている。
英語では therianthrope（セリアンスロゥプ）或いはtherianthropy（セリアンスロピィ） と呼ぶが、これはギリシャ語の therion （野生動物）と anthrōpos （人間）から来ている。

## 用語の学問的使用
民間伝承、神話学、人類学において獣人とは人間と他の動物の特徴を合わせ持つ人物を指す。その最もよく知られているのが人狼（lycanthropy； ギリシャ語：lycos狼、人・狼変身の専門用語）である。正確な意味でのlycanthropyは人狼のみを指すにもかかわらず、他の動物へ姿が変わる事例にもしばしば使われる。
人々が動物の姿に変わったり（獣化（じゅうか・theriomorphosis））、超自然的に他の動物の特徴を所有することを信じる人々はよく人狼症（ライカンスロウピィ）と呼ばれる。この分類は精神病の一つの形だが、多くの文化人類学者がこれはシャーマン文化の強い信仰の例であると指摘している。信仰が通常の生活に支障が出ない限り、社会的な特色から姿を変えられると言っている者達は病気ではないと精神医学の専門家は考えている。これは見知らぬ他の文化と精神病の境目は不明瞭であり議論の的となっている。ただ神託を告げる際に一時的に人格が変わったように見えるシャーマンは畏れられもしたが神聖視されることもあり、原始社会においては重要な役割を果たしていることも少なくなかった。この傾向は時代と共に廃れ適応の際逸脱と見なされるようになっていく。「二分心」なども参照のこと。

## 歴史
先史時代において、現存する例としては、ドイツ・シュターデル洞窟から発見された3万2千年前の彫刻「ライオン人間」（高さ30センチメートル、頭がライオンで体が人間）があり、この頃より人類が架空の存在をイメージしていたことが確認される。インドネシア・スラウェシ島の4万4千年前の洞窟狩猟壁画に、人にくちばしと尾などをもった獣人が描かれたとみられる絵が確認され、さらに遡る可能性が出てきている。
動物と人間の混ざったイメージは世界各地でみられ、アニミズムの延長などで信仰の対象となっていたと考えられている。チャタル・ヒュユク遺跡などの壁画には獣の特徴を持った人間が描かれることがあり、自然の力を借りようとした何らかの儀式に基づくものと推測されている。
日本の例としては、『古事記』に、大和国の先住民の描写として、光る井から現れた生尾人（いくおびと）の記述がある（『日本書紀』にも大きな犬に化けた男が斬り殺された記事は見られる）。
キリスト教圏でも、初期には土俗信仰とキリスト教が共存してその様な偶像が崇拝されていた地域があったが、中世以降魔女狩りと同様に獣人は反キリスト・悪魔のとる姿と位置づけられるようになり、人狼狩りや人狼裁判なるものが度々行なわれた。実際には人狼であるとされた人々は麦角菌に感染したライ麦を食べて幻覚や精神錯乱を起こしたものであると考えられている。また、キリスト教圏以外の地域でも動物などの精霊が憑依して獣化する獣憑き（けものつき）の伝承が世界各地に存在しており、インドや中国では虎憑き、中南米ではジャガー人間、また、日本における狐憑きなどそのバリエーションは世界中に分布する。

## 主な獣人の一覧

### 獣頭人身
- エジプトの神々の多く：アヌビス、ホルス、セト、バステトなど
- 猫：バステト、猫将軍
- 象：歓喜天、ガネーシャ、ベヒモス
- 牛や馬：神農、蚩尤、牛頭馬頭、ミノタウロス
- 猿：狒狒、猩猩
- 鳥：ガルダ、ホルス、天狗（烏天狗、木の葉天狗など）
- 魚：半魚人
- 蜥蜴：リザードマン（蜥蜴人）
- 竜：龍人（ドラゴニュート）
- コボルト：コボルトは元来ヨーロッパの伝承にある妖精だが、英語圏で発達したテーブルトークRPGにおいて犬顔のイメージが定着した。
- 中世に想像された悪魔の多く：バフォメット、オセ、アンドラスなど。
- 十二支：十二支の動物たちを獣頭人身像で表したもの。韓半島の新羅王墓や、日本の飛鳥・奈良時代の隼人石やキトラ古墳壁画などに類例がある[6]。

### 人間の上半身と動物の下半身
- 人魚
- パピルサグ
- ケンタウロス
- サテュロス
- ガンダルヴァ
- 迦陵頻伽

### 動物の姿に変身する人間
- 狼男(ワーウルフ=Werewolf、ルー・ガルーLoup-garou、ライカンスロープ=Lycanthrope)
- ジャガー男(Tigre Capiangos)
- 人虎(ワータイガー=Weretiger)
- キャット・ピープル(アイルランスロープ =Ailuranthrope)
- ワニ男
- オーボロテニ

## UMAとしての獣人
毛むくじゃらで直立二足歩行をするUMA（未確認動物）を総称して獣人ということがある。ビッグフット、雪男、野人、ヒバゴンなど。
この意味で獣人の語を用いるのは、1955年の東宝特撮映画『獣人雪男』などで見られるが、1970年代以降、水曜スペシャルの「川口浩探検隊」シリーズによって広く知られるようになった。東映特撮テレビ番組『仮面ライダーアマゾン』（1974年-75年）の怪人は獣人と呼称される（「仮面ライダーアマゾン#ゲドン」参照）。